# Природничо-гуманітарний університет у Седльцях
52°10′10″ пн. ш. 22°17′03″ сх. д. / 52.16944° пн. ш. 22.28417° сх. д.
Природничо-гуманітарний університет у Седльцях, до 30 вересня 2010 року — Академія Підляська (пол. Uniwersytet Przyrodniczo-Humanistyczny w Siedlcach) — гуманітарний заклад вищої освіти у польських Седльцах, заснований у 1969 році.

## Історія
29 липня 1969 року у Седльцях засновано вчительську вищу школу, яка у такій формі діяла до 1974 року.
З 20 серпня 1974 року до 1 жовтня 1977 року заклад функціонував як педагогічна вища школа. 
1 жовтня 1977 року заклад перетворено на вищу школу сільського господарства та педагогіки. До галузей підготовки додано спеціальності «Сільське господарство» та «Зоотехніка». Розширено єдиний педагогічний та гуманітарний профіль школи. На той час залишалася єдиним закладом вищої освіти, який поєднував гуманітарні науки з типово продуктивними галузями. З перепрофілюванням структура школи змінилася. Гуманітарний факультет був збережений, а факультети польської та російської філології були ліквідовані. Натомість створений сільськогосподарський факультет, і для його потреб був створений сільськогосподарський експериментальний завод в Мордах. 
У 1984 році закладу присвоєно ім'я болгарського комуністичного лідера Георгія Димитрова.
У 1991 році замість розпущеного факультету педагогіки і сільського господарства та Інституту соціальних наук був відновлений гуманітарний факультет.
З 1 жовтня 1999 року Вища школа сільського господарства та педагогіки у Седльцях Законом Сейму від 10 квітня 1999 року реорганізована в Підляську академію.
Статус університету був наданий на підставі Закону від 23 липня 2010 року про присвоєння звання «Університет природничих і гуманітарних наук» (OJ 2010 № 155, пункт 1040).

## Структура

### Факультет агробіоінженерії та ветеринарії
1. Інститут землеробства та садівництва
2. Інститут зоотехніки та рибальства

### Факультет гуманітарних наук
1. Інститут історії
2. Інститут філології та літературознавства
3. Художня майстерня

### Факультет медицини та наук про здоров'я
1. Інститут наук про здоров'я

### Факультет суспільних наук
1. Інститут безпеки
2. Інститут політики та управління
3. Інститут менеджменту
4. Інститут педагогіки

### Факультет точних та природничих наук
1. Інститут інформатики
2. Інститут математики
3. Інститут біологічних наук
4. Інститут хімічних наук

### Міжфакультетські підрозділи
1. Наукова бібліотека
2. Центр верхової їзди
3. Центр іноземних мов
4. Центр фізичного виховання та спорту

### Загальні підрозділи
1. Літня школа польської мови та культури «Polonicum»
2. Трансдисциплінарний центр досліджень проблем безпеки імені професора К. Богданського.